# شارلوت ۵۴۳

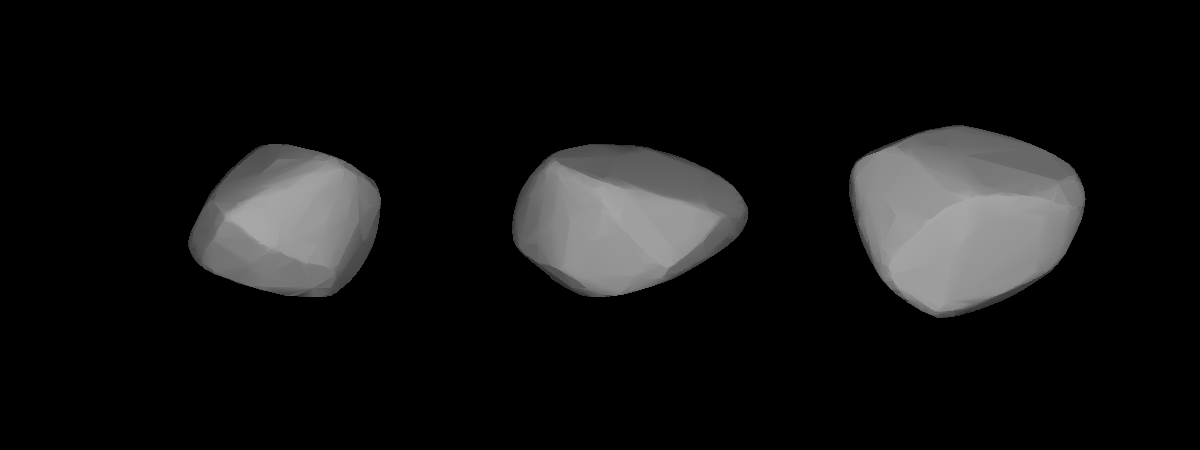
مدل سه‌بُعدی سیارک شارلوت ۵۴۳ بر اساس منحنی نور آن

سیارک ۵۴۳ (به انگلیسی: 543 Charlotte، نامگذاری:1904OT) پانصد و چهل و سومین سیارک کشف شده‌است که در ۱۱ سپتامبر ۱۹۰۴ و در هایدلبرگ کشف شد.
قدر مطلق سیارک برابر ۹٫۴۰ است.